# Jestem Bryska
Jestem Bryska (zapis stylizowany: jestem bryska) – debiutancki minialbum polskiej piosenkarki Bryski. Wydawnictwo ukazało się 12 listopada 2021 nakładem wytwórni muzycznej Magic Records w dystrybucji Universal Music Polska.
Album jest utrzymany w stylu muzyki pop. Składa się z wersji standardowej (1 LP).
Nagrania były promowane singlami: „Drama”, „Nagłos”, „Panika”, „Jestem Bryska”, „Lato (pocałuj mnie)”, „Odbicie” i „BFF”.

## Lista utworów
Opracowano na podstawie materiału źródłowego.
| jestem bryska – Wersja standardowa | jestem bryska – Wersja standardowa   | jestem bryska – Wersja standardowa       | jestem bryska – Wersja standardowa                                                | jestem bryska – Wersja standardowa |
| Nr                                 | Tytuł utworu                         | Słowa                                    | Muzyka                                                                            | Długość                            |
| ---------------------------------- | ------------------------------------ | ---------------------------------------- | --------------------------------------------------------------------------------- | ---------------------------------- |
| 1.                                 | „Jestem Bryska”                      | Gabriela Nowak-Skyrpan                   | Gabriela Nowak-Skyrpan, Thomas Martin Leithead-Docherty, Edward Leithead-Docherty | 2:43                               |
| 2.                                 | „Lato (pocałuj mnie) (Mandee Remix)” | Gabriela Nowak-Skyrpan, Magdalena Wójcik | Gabriela Nowak-Skyrpan, Magdalena Wójcik, Marco Quisisana                         | 2:35                               |
| 3.                                 | „BFF”                                | Gabriela Nowak-Skyrpan                   | Gabriela Nowak-Skyrpan, Marcel Závodi                                             | 2:36                               |
| 4.                                 | „Neonowe laczki”                     | Gabriela Nowak-Skyrpan, Magdalena Wójcik | Gabriela Nowak-Skyrpan, Marcel Závodi                                             | 2:30                               |
| 5.                                 | „Panika”                             | Gabriela Nowak-Skyrpan                   | Gabriela Nowak-Skyrpan, Thomas Martin Leithead-Docherty                           | 2:32                               |
| 6.                                 | „Nagłos”                             | Gabriela Nowak-Skyrpan                   | Gabriela Nowak-Skyrpan, Thomas Martin Leithead-Docherty                           | 3:04                               |
| 7.                                 | „Drama”                              | Gabriela Nowak-Skyrpan, Magdalena Wójcik | Gabriela Nowak-Skyrpan, Adam Związek                                              | 2:23                               |
| 8.                                 | „Lato (pocałuj mnie)”                | Gabriela Nowak-Skyrpan, Magdalena Wójcik | Gabriela Nowak-Skyrpan, Magdalena Wójcik, Marco Quisisana                         | 2:02                               |
| 9.                                 | „Odbicie”                            | Gabriela Nowak-Skyrpan                   | Gabriela Nowak-Skyrpan, Radosław Bieńkuński                                       | 2:36                               |
|                                    |                                      |                                          |                                                                                   | 23:01                              |

## Pozycje na listach sprzedaży

### Pozycje na listach tygodniowych
| Kraj   | Lista (2021)           | Najwyższa pozycja |
| ------ | ---------------------- | ----------------- |
| Polska | OLiS – albumy – winyle | 5                 |